# Kir Bulytschow

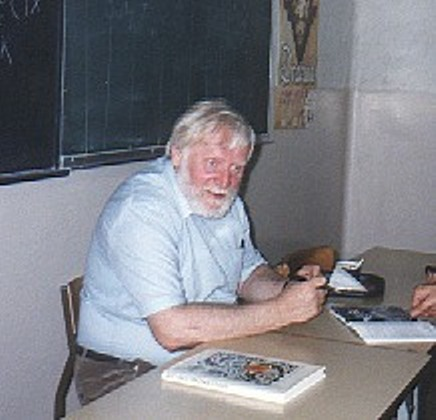
Kir Bulytschow (1997)

Kir Bulytschow (russisch Кир Булычёв; * 18. Oktober 1934 in Moskau; † 5. September 2003 ebenda) ist das Pseudonym von Igor Wsewolodowitsch Moscheiko (Игорь Всеволодович Можейко), einem der populärsten Science-Fiction-Autoren der Sowjetunion und des späteren Russlands.

## Leben
1957 schloss er sein Studium am Pädagogischen Fremdspracheninstitut in Moskau ab und arbeitete einige Zeit als Dolmetscher und Korrespondent für die Zeitschrift Wokrug Sweta (Вокруг света) in Südostasien. Später war er als Geschichtswissenschaftler mit Spezialgebiet Birma am Moskauer Institut für Orientalistik der Akademie der Wissenschaften der Sowjetunion tätig.
Neben zahlreichen wissenschaftlichen Publikationen verfasste er eine Vielzahl verschiedener Sci-Fi-Geschichten. Sein überaus erfolgreicher Kinderbuchzyklus um das Mädchen Alissa (benannt nach seiner Tochter), die im späten 21. Jahrhundert zahlreiche Abenteuer auf der Erde und im Weltraum erlebt, machte ihn in der ganzen Sowjetunion und darüber hinaus berühmt. Teile davon wurden als Fernsehserie verfilmt (Гостья из будущего / Die Besucherin aus der Zukunft, 1984). Seine weiteren Werke für Erwachsene sind meist gesellschaftskritisch und karikieren die Alltagsprobleme in der Sowjetunion.
Des Weiteren schrieb Kir Bulytschow die Drehbücher für über zwanzig Filme und übersetzte zahlreiche Texte – nicht nur Science-Fiction-Bücher – ins Russische, u. a. von Piers Anthony, Isaac Asimov, Jorge Luis Borges, Ben Bova, Arthur C. Clarke, Lyon Sprague de Camp, Graham Greene, Robert A. Heinlein, Cyril M. Kornbluth, Ursula K. Le Guin, Clifford D. Simak, Georges Simenon, Theodore Sturgeon und James White.

## Ehrung
Mit Veröffentlichung des Bulletins vom 3. Juli 2023 wurde der Asteroid (541631) Kirbulychev nach ihm benannt.

## Werke

### Kinderbücher
Erschienen jeweils in der DDR, in der Übersetzung von Aljonna Möckel
- Das Mädchen von der Erde, Kinderbuchverlag Berlin, 1984 (Девочка, с которой ничего не случится und Путешествие Алисы) (enthält auch: Das Mädchen, dem nie etwas zustößt)
- Die lila Kugel, Kinderbuchverlag Berlin, 1986 (Лиловый шар)
- Das Mädchen aus der Zukunft, Kinderbuchverlag Berlin, 1987 (День рождения Алисы und Пленники астероида) (enthält auch: Die Gefangenen des Asteroiden)
- Alissa jagt die Piraten, Kinderbuchverlag Berlin, 1988 (Сто лет тому вперед, gekürzt)
- Julka und die Außerirdischen, Kinderbuchverlag Berlin, 1989 (Два билета в Индию und Черный саквояж) (enthält auch: Die schwarze Reisetasche)

### Bücher für Erwachsene
- Das Mars-Elixier, oder: Die Recken am Kreuzweg, Das Neue Berlin, 1980 (Марсианское зелье); deutsch von Aljonna Möckel; 2. Auflage 1983
- Der Gebirgspass, Das Neue Berlin, 1986 (Перевал), deutsch von Aljonna Möckel
- Überlebende, Wilhelm Heyne Verlag, 1995, deutsch von Aljonna Möckel und Erik Simon
- Besuch aus dem Kosmos, Verlag Neues Leben, Berlin, 1982 (Originalzusammenstellung), deutsch von Aljonna Möckel, Illustrationen von Günther Lück
- Ein Takan für die Kinder der Erde (Takan dlja detjej semli)
  - Verlag MIR/Das Neue Berlin, 1976 (Originalzusammenstellung)
  - Heyne-Bücher, München, 1981; deutsch von Gisela Frankenberg und Leonore Weist

- Der einheitliche Wille des gesamten Sowjetvolkes, Memoranda Verlag, Berlin, 2020 (Originalzusammenstellung), deutsch von Ivo Gloss, Illustrationen von Renate Gloss
- Oktoberrevolution 1967, Memoranda Verlag, Berlin, 2024 (Originalzusammenstellung), deutsch von Ivo Gloss, Illustrationen von Dimitrij Makarow

### Sachbücher
- Am Mast der Totenkopf - Piraterie im Indischen Ozean, Das Neue Berlin, 1981, deutsch von Klaus-Dieter Goll
- 7 und 37 Wunder der Welt, Verlag Mir, Moskau/Urania Verlag, Berlin, Leipzig, Jena, Berlin, 1988; deutsch von Emilia Crome, Illustrationen: Werner Ruhner